# 알렉시 머독
알렉시 머독(영어: Alexi Murdoch, 1973년 12월 27일 ~ )는 영국의 포크 음악가, 송라이터이다. 머독은 2002년 데뷔한 이래 정규 음반 2장과 EP 1장을 발매했다. 그의 음악은 수많은 텔레비전 프로그램과 영화에 등장했다.